# Дибба-эль-Фуджайра
Дибба Эль-Фуджайра (араб. دبا الفجيرة‎) — город в эмирате Эль-Фуджайра, в Объединенных Арабских Эмиратах (ОАЭ).

## География
Дибба Эль-Фуджайра расположена в географическом регионе Дибба, занимающем побережье северо-восточной оконечности Аравийского полуострова. Дибба Эль-Фуджайра считается вторым по величине городом в эмирате Эль-Фуджайра после города Эль-Фуджайра. Её площадь составляет около 600 квадратных километров, а население в июле 2015 года оценивалось в 29 301 человек. В состав Диббы Эль-Фуджайры входят также поселения:
- Акамийя (العكامية)
- Рашидийя (الراشدية)
- Вазит (واسط)
- Гурфах (الغرفة)
- Сумбраид (صمبريد)
- Рул-Дадна (رول ضدنة)
- Дадна (ضدنة)
- Акках (العقة)
- Шарм (شرم)

## Спорт
В городе базируется одноимённый футбольный клуб «Дибба Аль-Фуджайра», выступающий в главной лиге ОАЭ.